# Museum der darstellenden Künste Semei

Der Eingang des Museums

Das Museum der darstellenden Künste Semei (russisch Музей изобразительных искусств имени) ist eines der größten Kunstmuseen in Kasachstan. Es wurde 1985 in Semei gegründet und trägt den Namen der Familie Newsorowych.
Das Museum beheimatet eine große Kunstsammlung mit mehr als 3500 Exponaten aus der Kunst des vorrevolutionären Russlands vom 18. Jahrhundert bis zum 20. Jahrhundert, aus der westeuropäischen Malerei und der Kunst Kasachstans. Auch einige Kunstwerke aus Staaten der Gemeinschaft Unabhängiger Staaten werden ausgestellt.
Im Oktober 1988 wurde die Sammlung des Kunstmuseums durch die Übergabe von mehr als 500 Kunstwerken aus dem Privatbesitz der Familie des Moskauer Kunstsammlers Julij Newsorow vergrößert. Darunter befanden sich unter anderem Werke aus der Zeit vom 17. bis zum 20. Jahrhundert. 
Des Weiteren sind Werke von Karl Pawlowitsch Brjullow,  Iwan Iwanowitsch Schischkin, Fjodor Alexandrowitsch Wassiljew,  Wladimir Jegorowitsch Makowski und Konstantin Alexejewitsch Korowin ausgestellt.